# Succinonitril
Succinonitril (Bernsteinsäuredinitril) ist ein wasserlösliches α,ω-Dinitril, das sich von der Bernsteinsäure ableitet, die als Plattformchemikalie aus nachwachsenden Rohstoffen in neuerer Zeit größeres Interesse gefunden hat.
Biobasiertes Succinonitril ist auch aus den Aminosäuren L-Glutaminsäure und L-Glutamin zugänglich und könnte als Rohstoff für den potentiellen Polyamid-Baustein Putrescin dienen.

## Herstellung
Die erste Synthese von Succinonitril (hier als Cyanäthylen bezeichnet) wurde bereits 1861 berichtet.
Bei der Reaktion von 1,2-Dibromethan mit Kaliumcyanid in Ethanol im Sinne einer Kolbe-Nitrilsynthese entsteht Succinonitril.
In der Organikumsvorschrift wird für diese Reaktion eine Ausbeute 50 % angegeben.
Die Reaktion von Cyanwasserstoff mit Acrylnitril in Gegenwart des Samarium-Komplexes Cp*2Sm(thf)2 [(Pentamethylcyclopentadienyl)2Sm(tetrahydrofuran)2], auch als Decamethylsamarocen bezeichnet, führt in 89%iger Ausbeute zu Succinonitril.
Bei der Reaktion von gasförmigem Ethylenoxid und Cyanwasserstoff bei 350–400 °C an einem Kieselgel-Kontakt entsteht ebenfalls Succinonitril in bescheidenen Ausbeuten.
Durch Ammonoxidation von 1,3-Butadien an einem Titan-Wolfram-Kontakt soll ebenfalls Succinonitril erhalten werden.
Die industrielle Standardroute zu Succinonitril ist die Addition von Cyanwasserstoff an Acrylnitril, z. B. in Gegenwart von alkalischen Medien oder Trialkylaminen wie Triethylamin,
wobei unter relativ milden Reaktionsbedingungen (um 60 °C) sehr gute Ausbeuten bis 95 % und Reinheiten bis 99,5 % erzielt werden können. Die Zugabe von N,N-Dimethylformamid oder N,N-Dimethylacetamid verkürzt die Reaktionszeit bei vergleichbaren Ausbeuten auf ca. 60 Minuten. Der Prozess kann auch kontinuierlich ausgeführt werden.
Bernsteinsäure, z. B. auch in wässriger Lösung als Ergebnis einer fermentativen Herstellung, kann an einem Kontakt von Siliciumorthophosphat Si3(PO4)4 bei 350–425 °C mit Ammoniak über das intermediär gebildete Diamid in 70 %iger Ausbeute zu Succinonitril umgesetzt werden.
Aus Glutamin und bevorzugt aus Glutaminsäure biogenen Ursprungs ist Succinonitril in einer mehrstufigen Synthese über den Glutaminsäure-5-methylester, 3-Cyanpropionsäure und 3-Cyanpropionsäureamid zugänglich.
Das 3-Cyanpropionsäureamid wird mit wässrigem Acetonitril in Gegenwart von Palladium(II)-chlorid in das Succinonitril überführt.

## Eigenschaften
Succinonitril ist ein geruchloser, wachsartiger, weißer, wasserlöslicher Feststoff, der bei Raumtemperatur als plastischer Kristall vorliegt und bei 238 K einen Fest-Fest-Phasenübergang zeigt.
In der frühen Literatur wird Succinonitril als nicht destillierbar und unterhalb 37 °C als „hellbraune krystallinische Masse“, oberhalb dieser Temperatur als ölige Flüssigkeit mit scharfem, unangenehmen Geschmack beschrieben.
Aus verdünnten Lösungen, z. B. in Aceton, zeigt Succinonitril schönes dendritisches Kristallwachstum.

## Anwendungen
Als Additiv in festen Polymer-Elektrolyten erhöht Succinonitril die Ionenleitfähigkeit und verbessert die mechanischen Eigenschaften von Festelektrolyt-Lithium-Ionen-Akkumulatoren.
Succinonitril eignet sich auch als Ausgangsverbindung für 2-Pyrrolidon, wobei in erster Stufe Succinonitril mit Raney-Nickel partiell zum 4-Aminobutyronitril hydriert und anschließend mit Wasser unter Druck bei 210 °C zu γ-Butyrolactam hydrolysiert wird.
Die vollständige Hydrierung von Succinonitril liefert 1,4-Diaminobutan, das als α,ω-Diamin-Monomer für Polyamide, z. B. Polyamid 4,6 infrage kommt.
Succinonitril eignet als Additiv bei Umsetzung mit monomeren Di- und/oder Triisocyanaten (1 – 5 % bezogen auf das Diisocyanat Hexamethylendiisocyanat HDI) in Gegenwart von Fluoriden als Katalysatoren zur Herstellung von Polyisocyanaten mit hohen Anteilen an Iminooxadiazindion-Gruppen (asymmetrische Isocyanat-Trimere). Die erhaltenen Polyisocyanaten weisen reaktive freie Isocyanatgruppen auf und können als Isocyanatkomponenten für Polyurethan-Kunststoffe dienen.
Succinonitril kann als bifunktionelles Monomer durch anionische Polymerisation mit dem Katalysator Natriummethanolat in Methanol zum Poly(1-pyrrolin-2-yl-5-ylidennitrilo), einem in NaOH und DMSO löslichen Halbleiter
und mit dem Katalysator Kalium-tert-butanolat in Substanz dagegen zu Poly[(4-amino-2,5,6-pyrimidintriyl)-2,6-dimethylen], einem in DMSO löslichen Nichtleiter, polymerisiert werden.

## Externe Links zu erwähnten Verbindungen
1. ↑  Externe Identifikatoren von bzw. Datenbank-Links zu 4-Aminobutyronitril:  CAS-Nr.: 32754-99-7, EG-Nr.: 251-199-8, ECHA-InfoCard: 100.046.530, PubChem: 122953, Wikidata: Q72439054.